# Ziwa

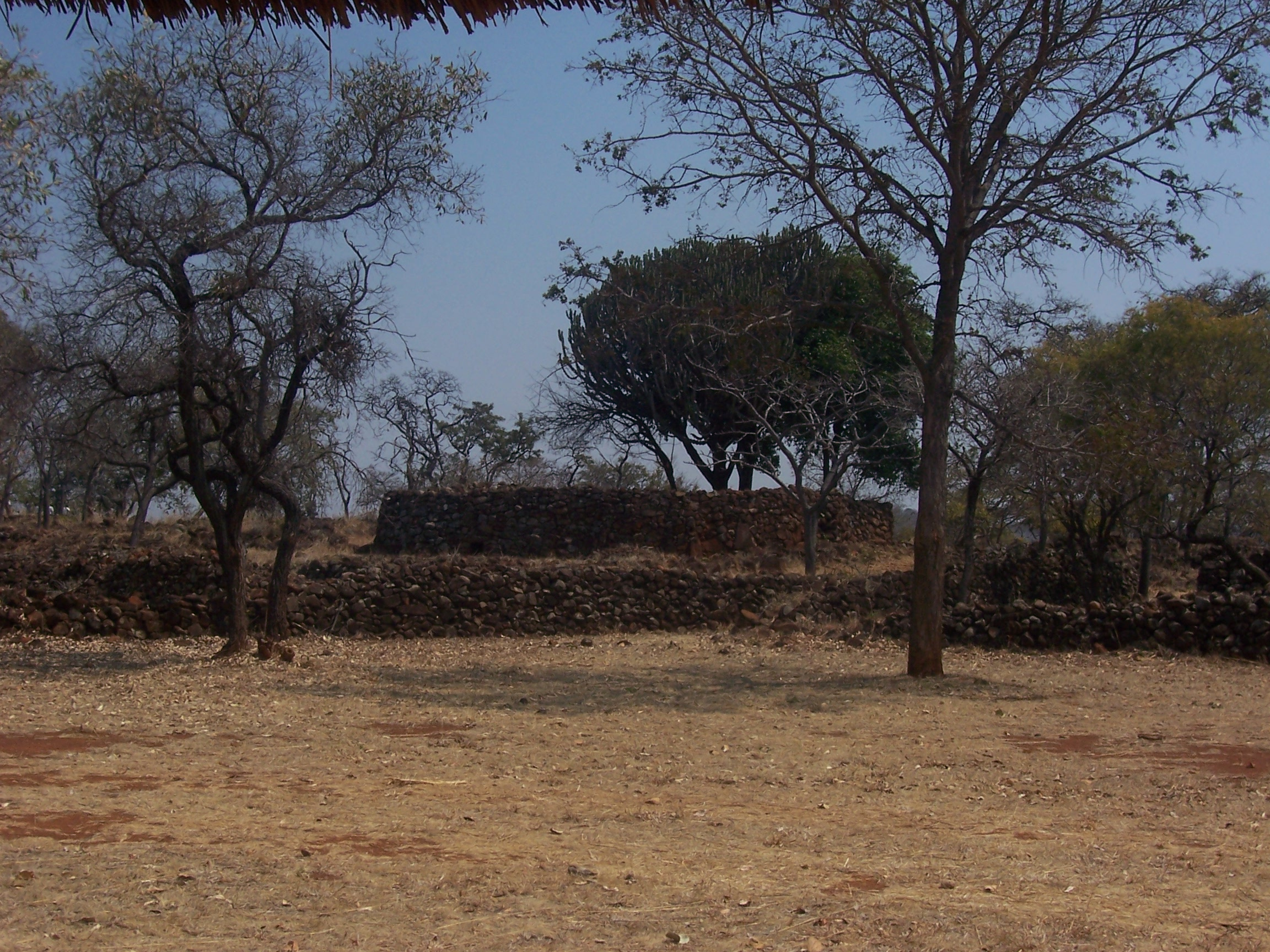
Phế tích Ziwa, vòng tường bao nhìn từ xa

Ziwa là di chỉ khảo cổ ở huyện Nyanga, tỉnh Manicaland, Zimbabwe, bao gồm tàn tích khu nông nghiệp rộng lớn cuối thời đồ sắt từ thế kỷ 15. Đây là một trong nhiều địa điểm tạo nên khu tàn tích Thời đồ sắt Nyanga. Ziwa là Di tích Quốc gia năm 1946 và hiện đang được xem xét đưa vào danh sách Di sản thế giới. Địa điểm có rất nhiều công trình kiến trúc bằng đá như bậc thang chạy dọc theo sườn đồi hoặc dốc. Các cuộc khảo cổ cũng phát hiện ra những khía cạnh quan trọng về đồ gốm và hình vẽ trên đá.
Trước khi là di tích quốc gia, Ziwa từng thuộc trại kinh tế do tư nhân sở hữu. Việc chăn nuôi gia súc làm thiệt hại nhiều và khiến di tích xuống cấp. Hiện tại đã có bảo tàng và các dịch vụ khác giành cho di sản Ziwa và các địa điểm khảo cổ khác trong huyện Nyanga.
Tuy bị hoang phế vào thế kỷ 18, Ziwa vẫn tiếp tục có ý nghĩa quan trọng đối với dân cư sau này đến sống tại vùng phụ cận.

## Thư viện hình ảnh

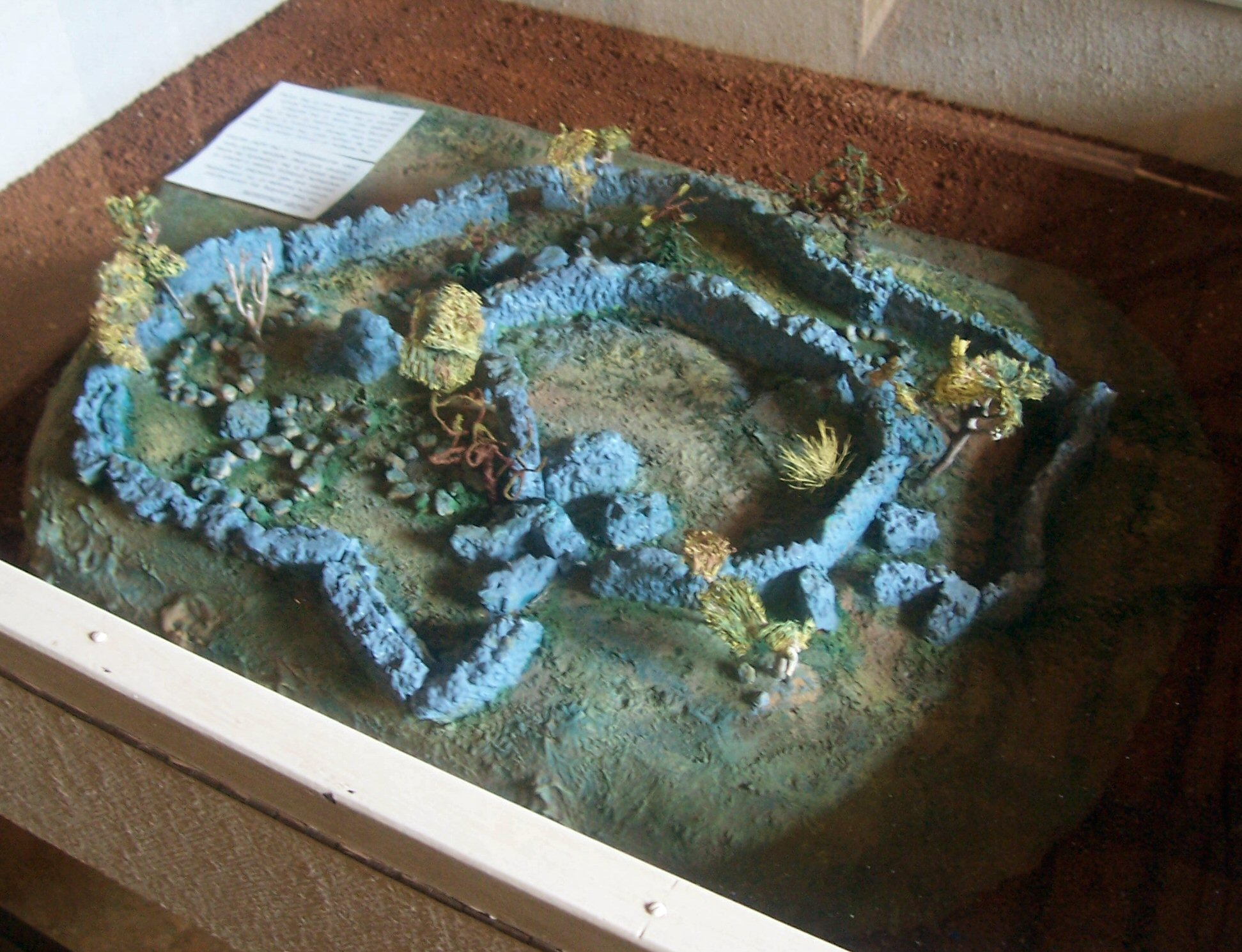
Sa bàn một phần tàn tích Ziwa tại trung tâm du khách
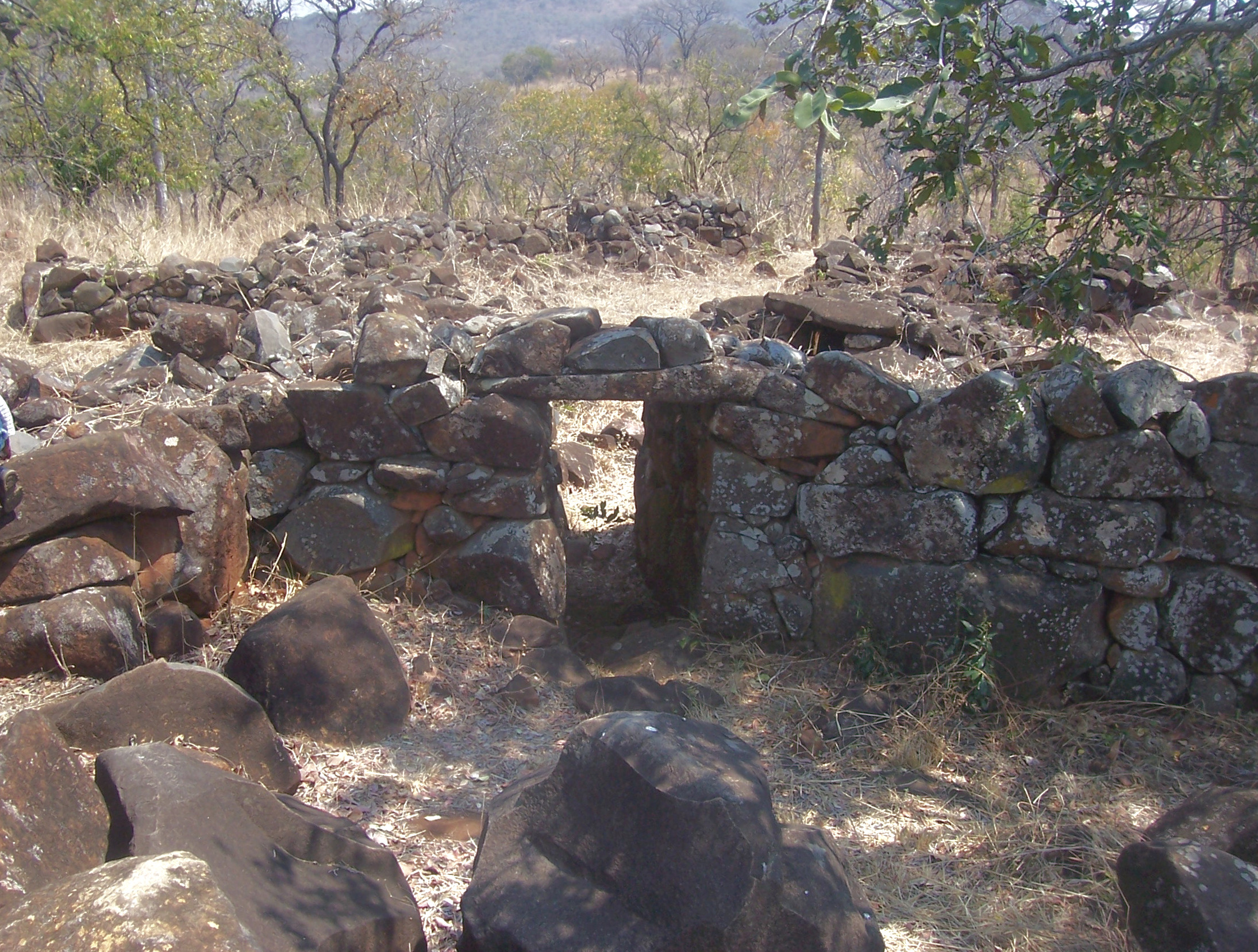
Lối vào hố khảo cổ
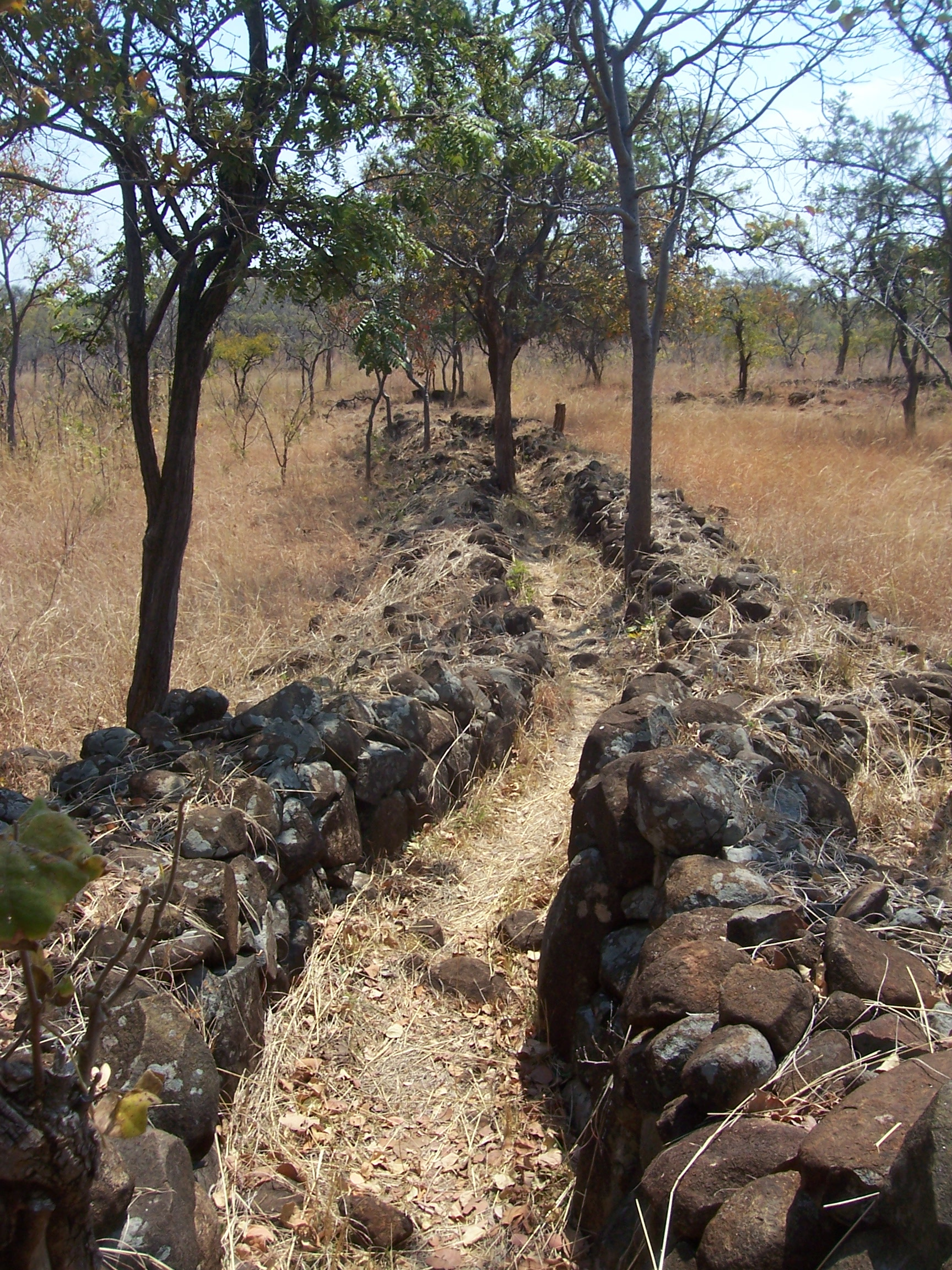
Tường bao kép